# ポルカ・マズルカ
ポルカ・マズルカ（英語・チェコ語など：Polka-mazurka、ドイツ語：Polka-mazur）は、マズルカのリズムを持つポルカ。ポルカの3分類のひとつである（ポルカ・シュネル、普通のポルカ、ポルカ・マズルカ）。19世紀を中心に隆盛した舞踏音楽の一種で、カール・ミヒャエル・ツィーラーやフィリップ・ファールバッハ1世など、当時の舞踏音楽の作曲家のほとんどが作曲を手掛けている。
この分野でとりわけ高く評価されている作曲家は、ワルツ王ヨハン・シュトラウス2世の弟ヨーゼフ・シュトラウスである。彼は44曲ものポルカ・マズルカを作曲し、32曲だった兄を作品数で凌ぎ、さらに今日演奏される曲も兄より多い。すべてのポルカ・マズルカ作品のなかでも、特にヨーゼフの『女心』と『とんぼ』がよく知られている。

## 主な作品
- 『燃える恋』 op.129 (ヨーゼフ・シュトラウス, 1862年)
- 『おしゃべり女』 op.144 (ヨーゼフ・シュトラウス, 1863年)
- 『女心』 op.166 (ヨーゼフ・シュトラウス, 1864年)
- 『とんぼ』 op.204 (ヨーゼフ・シュトラウス, 1866年)
- 『腕をくんで』 op.215 (ヨーゼフ・シュトラウス, 1867年)
- 『女性賛美』 op.315 (ヨハン・シュトラウス2世, 1867年)
- 『町と田舎』 op.322 (ヨハン・シュトラウス2世, 1868年)
- 『心と魂』 op.323 (ヨハン・シュトラウス2世, 1868年)
- 『蜃気楼』 op.330 (ヨハン・シュトラウス2世, 1869年)
- 『遠方から』 op.270 (ヨーゼフ・シュトラウス, 1869年)
- 『モダンな女』 op.282 (ヨーゼフ・シュトラウス, 1870年)